# Pod pe grinzi
Podurile pe grinzi sunt cele mai simple forme structurale pentru deschideri de poduri susținute de un stâlp⁠(d) sau pilă la fiecare capăt. Nu se transferă niciun moment prin suport, de aceea tipul lor structural este cunoscut sub denumirea de simplu sprijin.
Cel mai simplu pod pe grinzi ar putea fi un buștean (a se vedea pod de bușteni⁠(d)), o scândură de lemn⁠(d) sau o placă de piatră (a se vedea podul clapper⁠(d)) așezată peste un curs de apă. Podurile proiectate pentru infrastructura modernă vor fi de obicei construite din oțel sau beton armat, sau o combinație a ambelor. Elementele din beton pot fi armate sau precomprimate. Astfel de poduri moderne includ poduri cu grinzi⁠(d), poduri cu grinzi plate⁠(d) și poduri cu grinzi casetate⁠(d), toate tipurile de poduri pe grinzi.
Tipurile de construcție pot include mai multe grinzi alăturate, cu o punte deasupra lor, sau o grindă principală de fiecare parte care susține o punte între ele. Grinzile principale pot fi grinzi în I⁠(d), ferme sau grinzi casetate⁠(d). Acestea pot fi trecute pe jumătate⁠(d) sau contravântuite în partea superioară pentru a crea un pod de trecere.

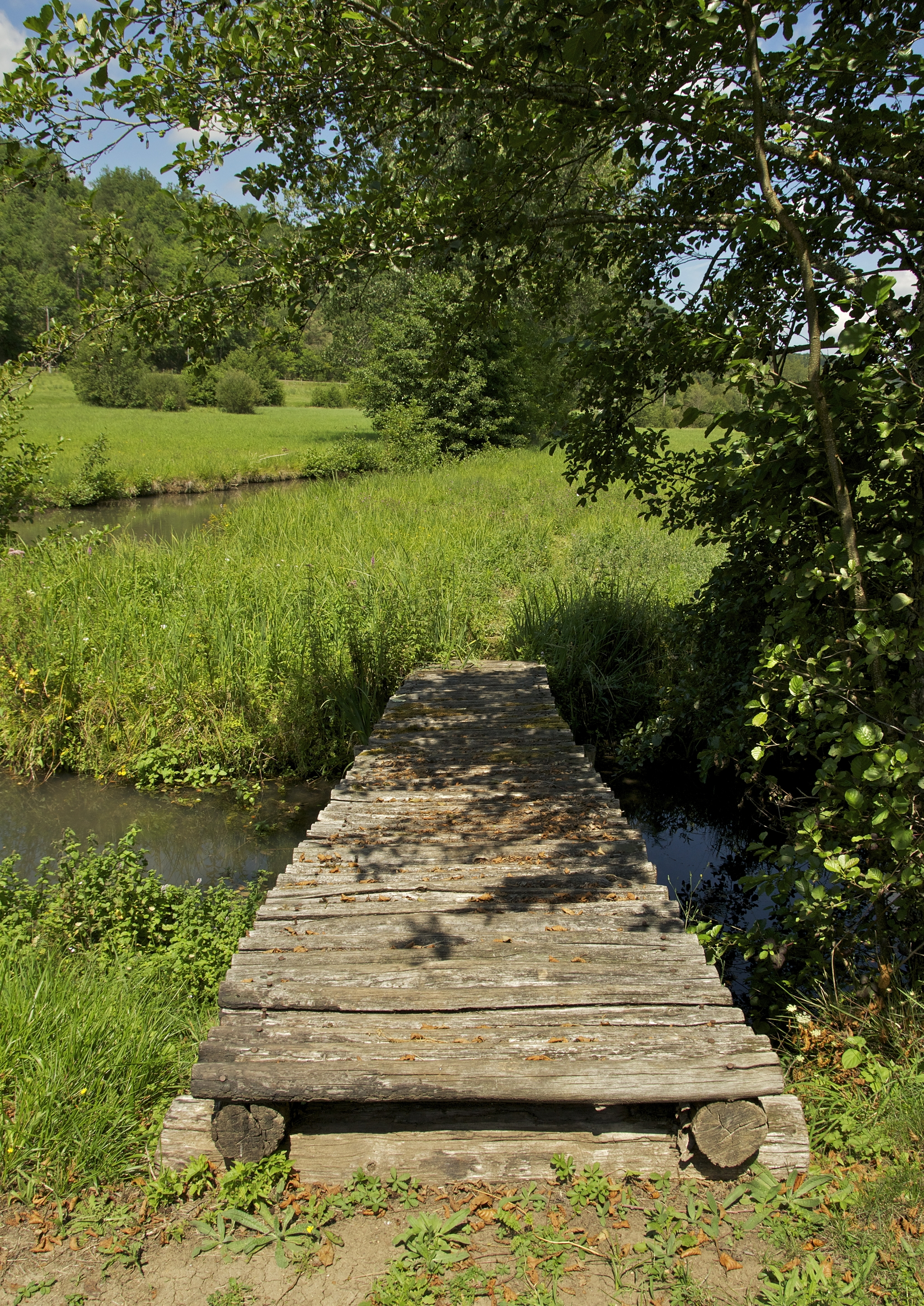
O pasarelă din lemn care folosește grinzi peste un pârâu în Dordogne, Franța.

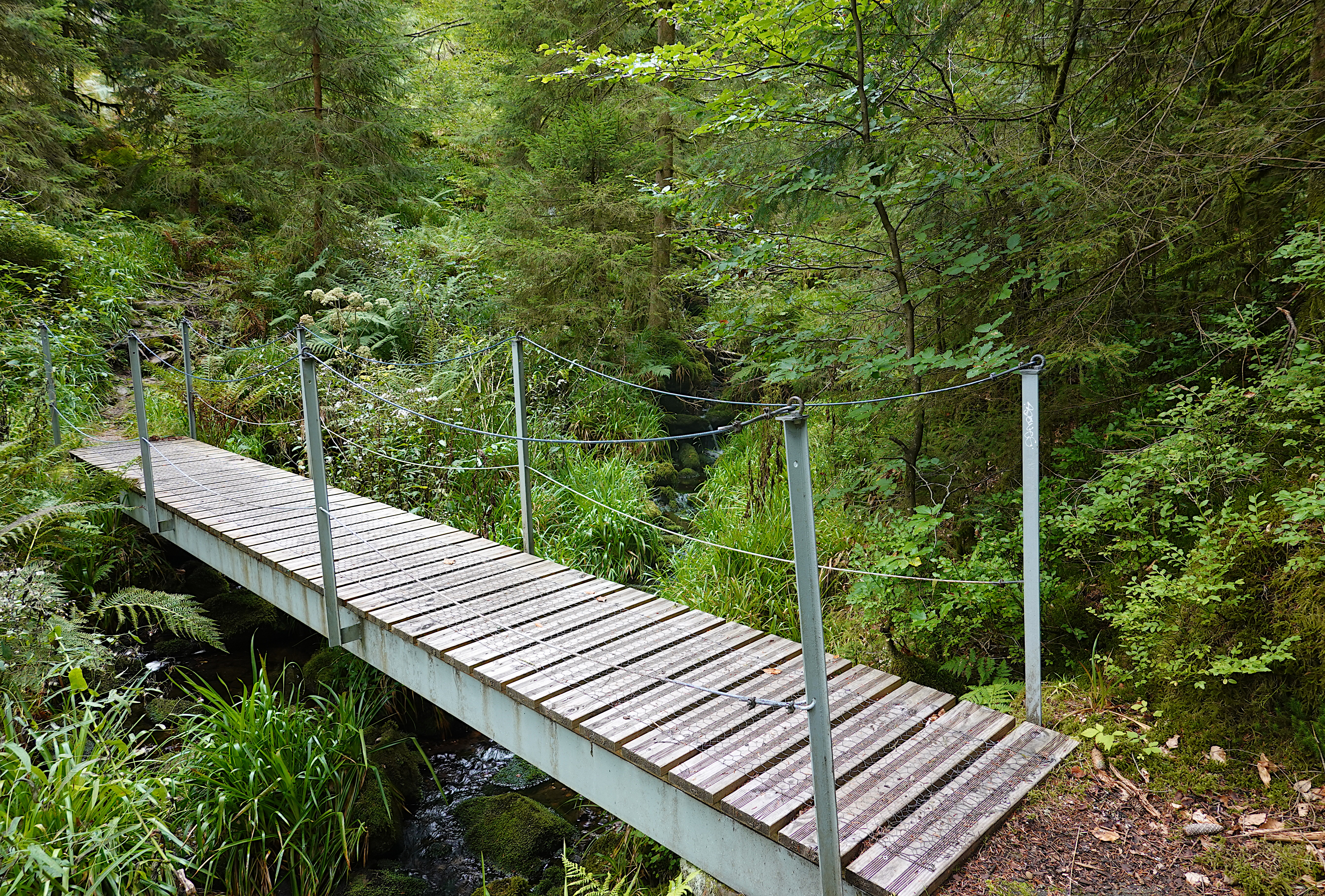
Pod cu construcție din oțel peste pârâul Böser Ellbach, Pădurea Neagră, Germania